# 科拉爾山
科拉爾山（英語：Coral Hill）是南極洲的山峰，位於斯科特海岸，處於奧傑爾山以東0.8公里，屬於克布爾山脈的一部分，海拔高度約850米，現時由南極條約體系管理。
78°0′S 164°18′E / 78.000°S 164.300°E